# Покровский, Сергей Викторович
Серге́й Ви́кторович Покро́вский (1874—1945) — российский и советский биолог и писатель-натуралист.

## Биография
Родился в Москве в 1874 году. Окончил естественное отделение физико-математического факультета Московского университета, где защитил и диссертацию. Во время учебы принимал участие во многих научно-исследовательских экспедициях. Преподавал в ряде московских учебных заведений. 
Ещё будучи студентом начал писать научно-популярные очерки о живой природе, выходившие отдельными брошюрами в массовых сериях. Самые популярные из них — «Среди природы» и «Календарь природы» неоднократно переиздавались. С 1912 года стали печататься и художественные произведения Покровского. В основном это были рассказы о жизни различных зверей, птиц, общественных насекомых. Наблюдениями за муравьями, осами и пчелами автор занимался ещё со школьных лет и пронёс это увлечение через всю жизнь; им он посвятил несколько научно-популярных очерков, а также рассказы и две повести: «Город крылатого племени» (1924) и «Носящие жало» (1926).
С. В. Покровский является автором биографических очерков о Н. М. Пржевальском, И. В. Мичурине, Г. Е. и М. Е. Грум-Гржимайло и других.
В конце 1920-х годов вышел в свет написанный им в соавторстве с А. Э. и Б. Э. Жадовскими учебник по ботанике.
В последние годы своей жизни Покровский увлекся изучением первобытного человека. На этом материале он создал две научно-фантастических повести, посвящённые жизни первобытных людей: «Охотники на мамонтов» (1937) и «Поселок на озере» (1940), объединённые, уже после смерти Покровского, в сборнике «Охотники на мамонтов» (1956). Они стали самыми популярными произведениями автора, выдержали десяток переизданий.
Умер в Москве 5 июля 1945 года.

## Публикации

### 1910-е годы
- Житков Б. М., Покровский С. В. Северо-лесная область. — Книгоиздательское товарищество «Дело», 1911. — 248 с. — (Великая Россия).
- Покровский С. В. Календарь природы. — М.: Редакция журнала «Юная Россия», 1911.
- Покровский С. В. Вокруг нас: Весенние наблюдения природы. — М.: Типо-лит. т-ва И. Н. Кушнёрев и К°, 1911. — 16 с.
- Покровский С. В. Вокруг нас: Летние наблюдения природы: Гербарий и растения аквариума. — М.: Типо-лит. т-ва И. Н. Кушнёрев и К°, 1911. — 16 с.
- Покровский С. В. Вокруг нас: Майские наблюдения природы. — М.: Типо-лит. т-ва И. Н. Кушнерёв и К°, 1911. — 10 с.
- Покровский С. В. У старого дуба: Рассказ из жизни вальдшнепа; Хор: Рассказ из жизни северного оленя. — М.: Типо-лит. т-ва И. Н. Кушнерёв и К°, 1912. — 34 с. — (Библиотека И. Горбунова-Посадова для детей и для юношества).
- Покровский С. В. Болото и его обитатели. — М.: Редакция журнала «Юная Россия», 1913. — 68 с. — (Дешёвая библиотека для семьи и школы).
- Покровский С. В. На северном просторе. — М.: Редакция журнала «Юная Россия», 1913. — 16 с. — (Дешёвая библиотека для семьи и школы).
- Покровский С. В. Неуловимый: рассказ. — М.: Редакция журнала «Юная Россия», 1913. — 30 с. — (Дешёвая библиотека для семьи и школы).
- Покровский С. От Камы до Вычегды // Природа. — 1913. — № 7/8. — С. 922-938.
- Покровский С. В. Путешествия Г. Е. и М. Е. Грум-Гржимайло. — М.: Редакция журнала «Юная Россия», 1914. — 46 с. — (Дешёвая библиотека для семьи и школы. Бесплатное приложение к журналу «Юная Россия», №11).
- Покровский С. В. В лугах. — М.: Редакция журнала «Юная Россия», 1914. — 68 с. — (Дешёвая библиотека для семьи и школы).
- Покровский С. В. Среди природы: Зимние, весенние, летние и осенние наблюдения природы. — М.: Типо-лит. т-ва И. Н. Кушнерёв и К°, 1914. — 180 с. — (Библиотека И. Горбунова-Посадова).
- Покровский С. В. Чёрная царица и её народ: История одного муравейника. — М.: Типо-лит. т-ва И. Н. Кушнерёв и К°, 1914. — 44 с. — (Библиотека И. Горбунова-Посадова для детей и юношества № 304).
- Покровский С. В. Путешествия Н. М. Пржевальского. — М.: Редакция журнала «Юная Россия», 1914. — 78 с. — (Дешёвая библиотека для семьи и школы. Бесплатное приложение к журналу «Юная Россия», №10).
- Покровский С. В. Колонисты скалистого архипелага. — М.: Редакция журнала «Юная Россия», 1915. — 31 с. — (Дешёвая библиотека для семьи и школы).

### 1920-е годы
- Покровский С. В. Среди природы: Зимние, весенние, летние и осенние наблюдения природы. — 1922.
- Покровский С. В. Чёрная царица и её народ: История одного муравейника. — 1923. — (Популярно-научная библиотека. 1-я серия. № 15).
- Покровский С. В. Календарь природы. — 1924. — (Опыты и наблюдения природы).
- Покровский С. В. Мпацу, мать термитов: [Рассказ]. — М.-Л., ГИЗ, 1924. — (Среди природы).
- Покровский С. В. Паразиты человека, как уберечься и избавиться от них. — М., ГИЗ, 1924. — (Для крестьян и рабочих. Охрана здоровья. № 3).
- Покровский С. В. Пёстрый и чёрный. Неуловимый. Сарыч: [Рассказы]. — М.-Л., ЗИФ, 1924.
- Покровский С. В. Рога и крылья: Рассказы о животных. — 1924. — (Новая детская библиотека. Зоологическая беллетристика).
- Покровский С. В. Среди природы: Зимние, весенние, летние и осенние наблюдения природы. — 1924. — (Опыты и наблюдения природы).
- Покровский С. В. На тюленьем промысле. Приключения во льдах: [Рассказ]. — М., изд. Мириманова, 1925.
- Покровский С. В. В гостях у лесных муравьёв / Под общ. ред. МК РЛКСМ. — М., Новая Москва, 1925. — (Библиотека юного пионера).
- Покровский С. В. Желтоухий: [Рассказ]. — М., ГИЗ, 1925. — (Новая детская библиотека. Младший и средний возраст).
- Покровский С. В. Город крылатого племени: Рассказ из жизни пчёл. — М., ГИЗ, 1924 1925. — (Среди природы).
- Покровский С. В. День полёта: рассказ из жизни муравьёв. — М., ЗИФ, 1926.
- Покровский С. В. Как победить болотную лихорадку (малярию). — М.-Л. ГИЗ, 1926.
- Покровский С. В. Носящие жало. Из жизни насекомых: [Повесть]. — 1926. — (Новая детская библиотека. Средний и старший возраст).
- Покровский С. В. Белки: [Рассказ] / Рис. В. Ватагина. — М.-Л., ГИЗ, 1927. — (Новая детская библиотека. Средний и старший возраст).
- Покровский С. В. На тюленьем промысле: Приключения во льдах. 2 изд. / Рис. В. А. Ватагина. — М., изд. Мириманова, 1927.
- Покровский С. В. Растение и урожай. — М.-Л., ГИЗ, 1927. — (Наука для всех).
- Покровский С. В. Среди природы: Зимние, весенние, летние и осенние наблюдения природы. — 1927. — (Начатки науки).
- Покровский С. В. Беседы о размножении животных / Под общ. ред. А. А. Яхонтова. — М.-Л., ГИЗ, 1928. — (Библиотека «В помощь школьнику». Серия по естествознанию. № 26).
- Покровский С. В. Желтоухий: [Рассказ] / Рис. В. Ватагина. — 1928. — (Новая детская библиотека. Младший и средний возраст).
- Покровский С. В. Муравьи труженики. — М.-Л., ГИЗ, 1928. — 12 с.
- Покровский С. В. Невидимки: Популярный очерк о бактериях. — М., Крестьянская газета, 1928. — (Библиотечка журнала «Дружные ребята»).
- Покровский С. В. Вымершие животные: Картинки с текстом. — 1929.
- Покровский С. В. Обезьяны: Картинки с текстом. — М., Крестьянская газета, 1929. — (Библиотечка журнала «Дружные ребята»).
- Покровский С. В. Тайна жены Суама: Рассказ. — 1929. — (Библиотечка журнала «Дружные ребята»).
- Покровский С. В. Тундра и кто в ней живёт: Рассказ для детей среднего возраста. — 1929.

### 1930-е годы
- Покровский С. В., Жадовские А. Э. и Б. Э. Ботаника для педтехникумов. — 3-е изд. — М.—Л., 1930. — (Руководства и пособия для педагогических техникумов). — 5000 экз.
- Покровский С. В. Изучай и охраняй полезных животных. — М., Крестьянская газета, 1930.
- Покровский С. В. Общества и взаимопомощь у животных. — 1930. — (Библиотечка журнала «Дружные ребята»).
- Покровский С. В. Приключение молодого журавля: [Рассказ]. — 1930. — (Библиотечка журнала «Дружные ребята»).
- Покровский С. В. Сказ о ёлках и о газетной бумаге. — М., Крестьянская газета, 1930. — (Библиотечка журнала «Дружные ребята»).
- Покровский С. В. Тайна жены Суамы: [Рассказ]. — М., Крестьянская газета, 1930. — (Библиотечка журнала «Дружные ребята»).
- Покровский С. В. Беседы о размножении животных / Под общ. ред. А. А. Яхонтова). — М., ОГИЗ, 1931. — (Библиотека «В помощь школьнику». Серия по естествознанию.  № 26).
- Покровский С. В. Сожители и дармоеды: Паразитизм и симбиоз животных. — 1931. — (Библиотечка журнала «Дружные ребята»).
- Покровский С. В. Универсальное растение: [Соя]. — М., ОГИЗ-Молодая гвардия,1931. — (Библиотечка юного колхозника).
- Покровский С. В. Изобретатели растений. Лютер Бербанк и И. В. Мичурин. — М., Молодая гвардия, 1932.
- Покровский С. В. На борьбу с сусликом. — 1932. — 17 с.
- Д-р Покровский  [Покровский С. В.] Малярия и борьба с ней. — Сталинград: Краев. кн. изд-во, 1936. — 58 с., 10 000 экз.
- Покровский С. В. Приключения трёх щурят: Для детей среднего возраста. — 1936.
- Д-р Покровский  [Покровский С. В.] Малярия и борьба с ней. — 2-е изд. — Сталинград: Краев. кн. изд-во, 1937. — 65 с.
- Покровский С. В. Охотники на мамонтов: Для детей среднего и старшего возрастов / Послесл. М. Е. Фосс; Худ. Е. М. Смирницкая. — Воронеж: Воронежское обл. кн-во, 1937. — 115 с. — 15 200 экз.

### 1940-1945 годы
- Покровский С. В. Враги наших врагов: Землеройка, стрижи, ласточки и другие насекомоядные и насекомые: для детей среднего и старшего возраста. — Воронеж: Воронеж. обл. кн-во, 1940. — 100 с.
- Покровский С. В. Посёлок на озере: Повесть из жизни людей эпохи полированного камня. (Конец каменного века): Для старшего возраста / Ил. В. А. Кораблинова. — Воронеж: Воронеж. обл. кн-во, 1940. — 140 с. — 5000 экз.
- Покровский С. В. Календарь природы. — 3-е изд. — М.: Учпедгиз, 1941. — 224 с.

### Посмертные издания
- Покровский С. В. Охотники на мамонтов. — 1947. — 157 с.
- Покровский С. В. Календарь природы. Изд. 4-е., испр. М., Учпедгиз, 1953
- Покровский С. В. Охотники на мамонтов: [Повесть]. — М.: Детгиз, 1953. — 160 с. — 30 000 экз.
- Покровский С. В. Календарь природы. Изд. 5-е.. — М.: Государственное учебно-педагогическое издательство, 1955. — 232 с., 30 000 экз.
- Покровский С. В. Охотники на мамонтов. Поселок на озере: [Повести] / Примеч. изд-ва; Науч. ред. и послесл. О. Бадера; Рис. Г. Никольского; Оформл. Д. Бисти. — М.: Детская литература, 1956. — 271 с. — 100 000 экз.
- Покровский С. В. Календарь природы. Изд. 6-е. М., Учпедгиз, 1958
- Покровский С. В. Рассказы о животных: Избранные произведения: Книга для учащихся средней школы. — М.: Государственное учебно-педагогическое издательство, 1958. — 270 с.
- Покровский С. В. Охотники на мамонтов. Поселок на озере: [Повести] / Послесл. О. Бадера. — Челябинск: Южно-Уральское книжное издательство, 1964. — 260 с. — 100 000 экз.
- Покровский С. В. Охотники на мамонтов: [Повести]. — М.: Детская литература, 1975. — 256 с. 100 000 экз.
- Покровский С. В. Охотники на мамонтов; Посёлок на озере: [Повести]. — Каунас: Швиеса, 1986. — 276 с.
- Покровский С. В. Охотники на мамонтов; Посёлок на озере: [Повести:] Для сред. возраста / Худож. А. Амирханов. — Пермь: Книжное издательство, 1990. — 272 с. — (Во тьме веков; Школьная библиотека). — 100 000 экз.
- Охотники на мамонтов / С. Покровский; Листы каменной книги / А. Линевский. — Черкассы: Орлан, 1993. — 368 с. — (Дети Земли). — ISBN 5-86406-020-8.
- Охотники на мамонтов. Посёлок на озере / С. Покровский; Повесть о Манко смелом / C. Писарев. — Ярославль: Верхне-Волжское книжное издательство, 1994. — 446 с. — ISBN 5-7415-0381-0.
- Покровский С. В. Охотники на мамонтов: [Повести]. — СПб.: Амфора, 2010. — 381 с. — (Коллекция приключений и фантастики). — 26 849 экз. — ISBN 978-5-367-01567-6.
- Покровский С. В. Охотники на мамонтов: [Повесть:] Для среднего школьного возраста / Худож. Н. Доронин. — М.: Астрель, АСТ, 2005. — 155 с. — 7000 экз. — ISBN 5-17-014186-6.